# Narsaq
Narsaq [ˈnɑsːɑq] (nach alter Rechtschreibung Narssaĸ; dänisch Nordprøven) ist eine grönländische Stadt im Distrikt Narsaq in der Kommune Kujalleq.

## Lage
Narsaq liegt am Ende der Halbinsel Qajuuttap Nunaa. Nördlich dieser verläuft der Ikersuaq (Bredefjord), südlich der Tunulliarfik. Vor der Küste trennt die Meerenge Narsap Ikerasaa die Insel Tuttutooq (Langey) ab. Narsaq liegt – wie auch der Ortsname verrät – auf einer größeren Ebene, aber direkt dahinter ragen die Berge bis zu knapp 1400 m weit in die Höhe. Die nächstgelegenen Orte sind Qaqortoq (21 km südlich), Igaliku (35 km östlich) und Qassiarsuk (39 km nordöstlich). 11 km nordwestlich liegt zudem die verlassene Schäfersiedlung Narsarsuaaraq.

## Geschichte
Das Gebiet um Narsaq wurde schon im Mittelalter von Europäern besiedelt, was der hier gefundene Stab von Narsaq als älteste Runeninschrift Grönlands belegt. Etwas nördlich wurden am Fluss wurden die Ruinen eines großen Hofs und einer Kirche gefunden.
Narsaq wurde 1830 besiedelt. 1883 wurde der Ort zum Udsted erhoben.
Ab 1911 war Narsaq eine eigene Gemeinde, der noch die Wohnplätze Niaqornaq, Tullerunnat, Qanngui und Igaliku angehörten. Ein Stück nördlich von Narsaq befand sich der Wohnplatz Narsaaraq mit sechs Wohnhäusern, der jedoch im Laufe der Zeit durch das Wachstum von Narsaq einverleibt wurde und schon damals als zum Udsted gehörig betrachtet wurde. Zwei Kilometer südöstlich befand sich zudem eine kleine Außensiedlung mit einer Fischereistation mit Salzerei, in der Dorsch und Heilbutt verarbeitet wurden. Die Gemeinde Narsaq war Teil des 5. Landesratswahlkreises Südgrönlands.
1919 lebten 162 Personen in Narsaq. Diese lebten in 20 grönländischen Wohnhäusern. Die Wohnung des Udstedsverwalters wurde 1883 errichtet, war aus Stein gebaut und maß 59 m². Im Dachgeschoss befand sich ein Laden. Es gab ein steinernes Speckhaus aus dem Jahr 1887, das gut 50 m² groß war. Zudem befand sich ein Pulverlager in Narsaq. Die Schulkapelle damals maß rund 65 m² und hatte Flügeltüren, die das Schulzimmer bei Bedarf in die Kapelle integrierten. Darin befanden sich ein Altar mit großem Kreuz, eine Kniefallbank und ein Predigtstuhl. Die Kapelle wurde später innerhalb des Ortes versetzt. Unter den Bewohnern von Narsaq waren 27 Jäger, neun Fischer, der Udstedsverwalter, ein Fischmeister, eine Hebamme und ein Katechet. Die Bevölkerung lebte hauptsächlich von der Robbenjagd. Einige wenige betrieben zudem Viehzucht.

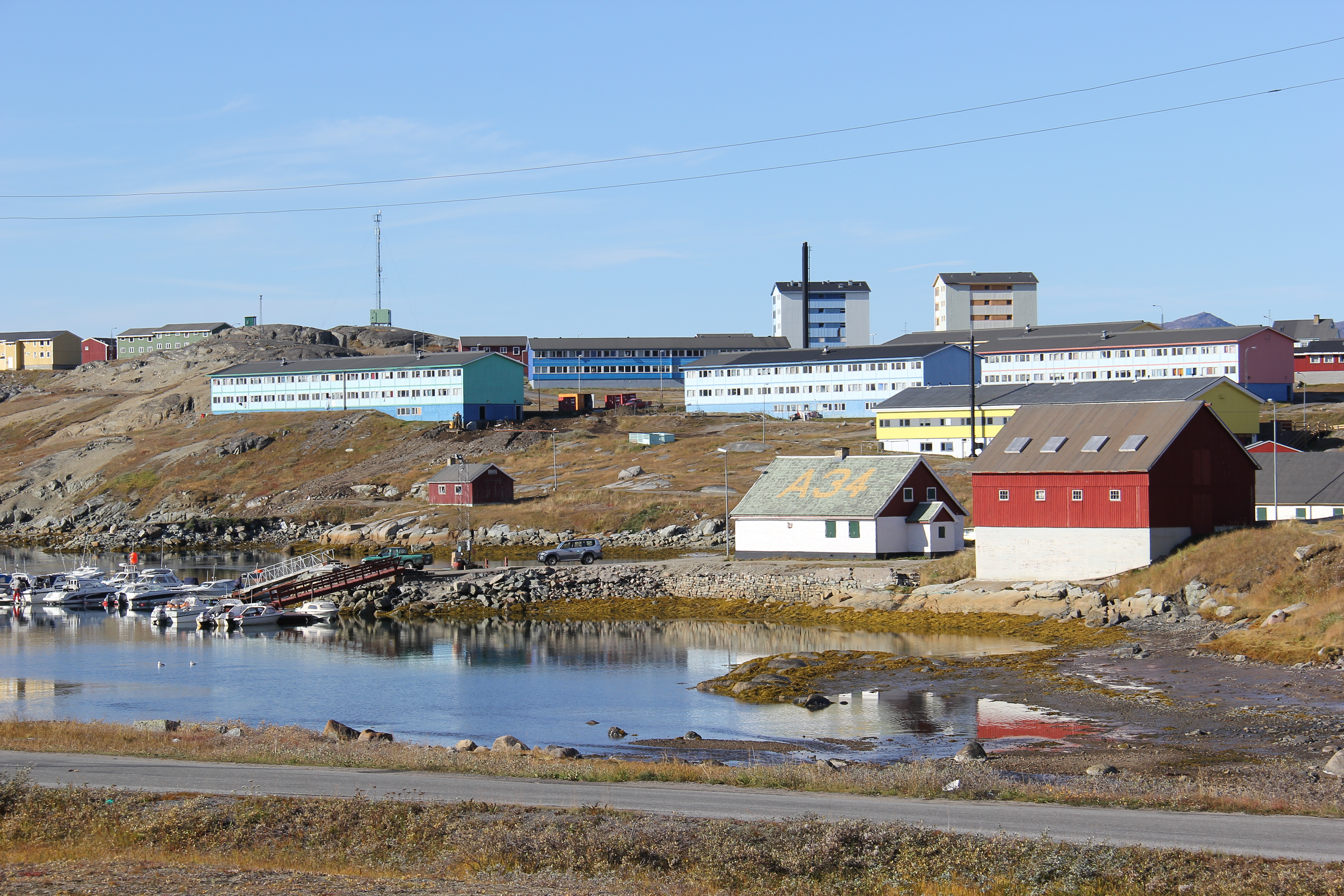
Wohnbebauung in Narsaq mit dem Museum im Vordergrund (2014)

1920 wurde eine neue Schule gebaut, die in den folgenden Jahrzehnten mehrere weitere Gebäude erhielt. 1926/27 erhielt Narsaq eine Kirche, die von Pavia Høegh entworfen wurde. In den 1930er Jahren wurde eine Arztwohnung errichtet. Um 1940 wurde in Narsaq mit der Fuchszucht begonnen, die zuvor in Nuuk und Qaqortoq betrieben worden war. Zudem erhielt Narsaq in dieser Zeit seine Schlachterei. In der ersten Hälfte des 20. Jahrhunderts war Narsaq der größte Udstes des Landes. 1930 lebten 299 Menschen in Narsaq und 1947 waren es schon 434.
1950 wurde Narsaq von daher zum Hauptort der Gemeinde Narsaq gemacht. Im selben Jahr wurde Narsaq mit dem Bau eines Kraftwerks elektrifiziert und im selben Jahr wurde ein Wasserwerk errichtet. 1951 wurden eine Garnelenfabrik und die Schlachterei errichtet. Die Garnelenfabrik wurde einige Jahre später in eine Fischfabrik umgewandelt. 1952 wurde ein Kai gebaut. Erst 1953 erhielt Narsaq die Stadtrechte. 1954 wurde ein Kindergarten eingerichtet. 1957 erhielt Narsaq ein Krankenhaus. 1960 wurden eine Feuerwehrstation, ein neuer Laden und eine Bäckerei gebaut und 1964 ein kleines Schwimmbad. 1964 wurde eine Pelzfabrik eröffnet, die sich aber nicht als rentabel erwies und nur wenige Jahre später wieder schließen musste. 1966 wurde der Heliport gebaut, über den Narsaq seither an den Luftverkehr angebunden ist. Seit 1966 hat Narsaq ein Altenheim und seit 1968 eine Kinderkrippe.
Seit 2009 ist Narsaq Teil der Kommune Kujalleq.

## Wirtschaft
Narsaq lebt vom Fischfang, aber auch von der Landwirtschaft auf den umliegenden Farmen. Die Stadt hat die einzige Schlachterei des Landes, aber beispielsweise auch seit 2006 eine Brauerei und eine Fischfabrik. Narsaq stellt damit ein Zentrum der grönländischen Lebensmittelproduktion dar, was sich auch in der Existenz der Lebensmittelfachschule Inuili zeigt, die beispielsweise Köche, Bäcker oder Schlachter ausbildet. Es gibt eine weitere Berufsschule in Narsaq. In Zukunft könnten zusätzliche Einnahmen durch Bergbau entstehen.

## Infrastruktur und Versorgung
Narsaq hat einen größeren Hafen für den Schiffs- und den Heliport Narsaq für den Luftverkehr. Südlich der Stadt wird ein Gebiet für einen eventuellen Flugplatz freigehalten, der mit dem Bau des Flughafens Qaqortoq jedoch obsolet würde.
Nukissiorfiit versorgt Narsaq über das Wasserkraftwerk in Qorlortorsuaq mit Strom. Die Wasserversorgung geschieht über verschiedene Flüsse, die durch die Stadt fließen, und deren Wasser im Wasserwerk aufbereitet wird.

## Bebauung

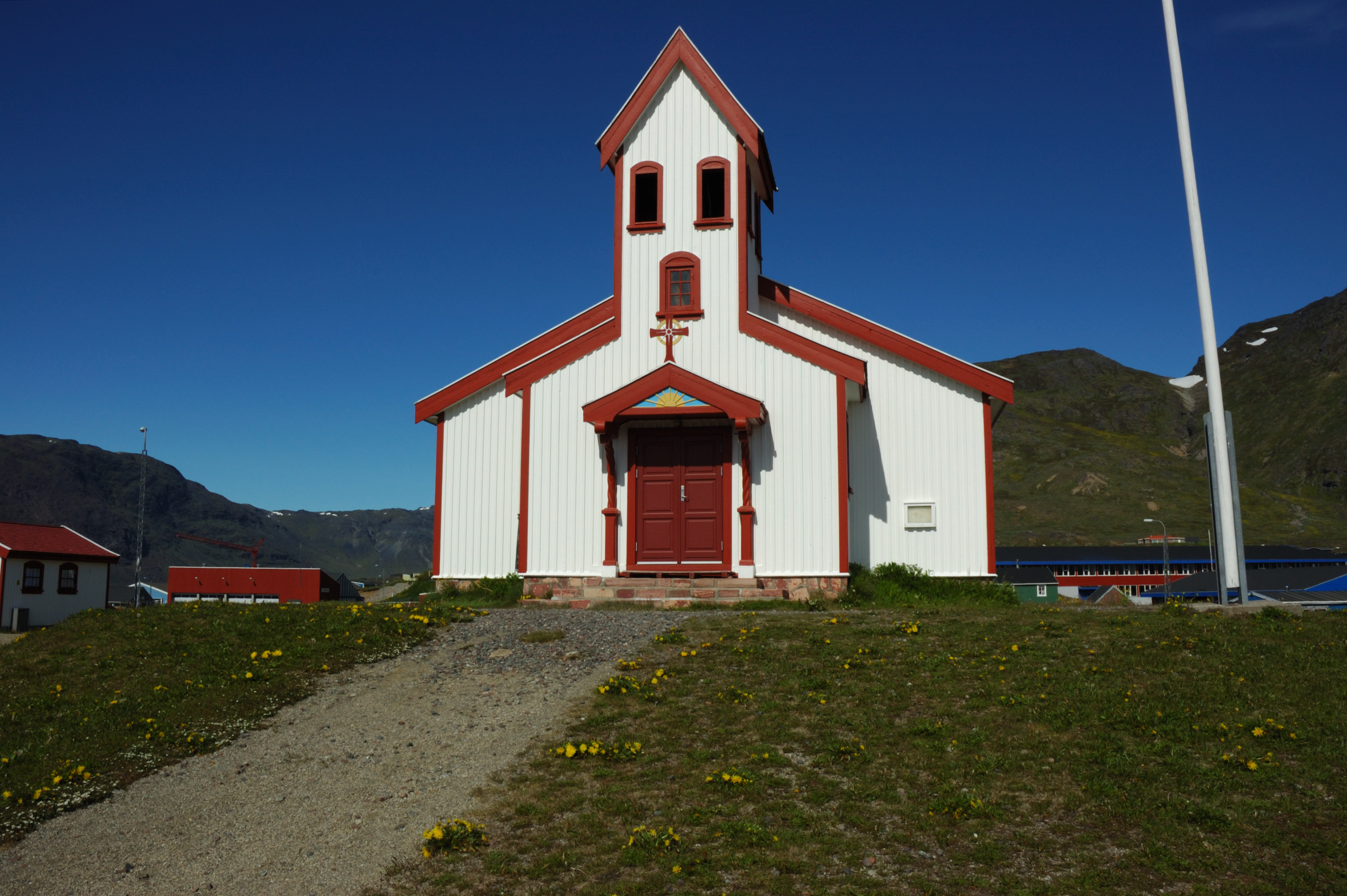
Kirche (2006)

Die Narsap Atuarfia unterrichtet etwa 230 Schüler. Es gibt ein Altenheim in Narsaq. Einkaufsmöglichkeiten bieten eine Brugseni- und eine Pilersuisoq-Filiale.
Die Kapelle von 1914 und die Kirche von 1926 sind baudenkmalgeschützt. Eine Reihe weiterer Gebäude, häufig Museumsgebäude des Narsaq-Museums aus dem 19. und frühen 20. Jahrhundert sind als schützens- oder erhaltenswert eingestuft.

## Sport
Narsaq ist Heimat mehrerer Fußballvereine. Der älteste, Â-43 Narsaq wurde 1943 gegründet und nahm bis etwa 1970 mehrfach an der Grönländischen Fußballmeisterschaft teil. 1959/60 nahm zudem der Verein Kigtoraĸ Narsaq an der Meisterschaft teil. Am bedeutendsten ist der 1985 gegründete Verein N-85 Narsaq, der 2006 grönländischer Vizemeister werden konnte.

## Städtepartnerschaften
- Akureyri[8], Island
- Vigo[9], Spanien

## Söhne und Töchter der Stadt
- Otto Egede (1889–?), Landesrat
- Gerhard Egede (1892–1969), Katechet, Pastor und Landesrat
- Niels Egede (1900–?), Katechet, Lehrer und Landesrat
- Johan Markussen (1906–1994), Künstler
- Johan Knudsen (1922–1973), Landesrat
- Erik Egede (1923–1967), Schäfer und Landesrat
- Lars Godtfredsen (1933–2018), Politiker (Atassut)
- Jakob Janussen (1941–2023), Beamter und Politikwissenschaftler
- Kaj Egede (1951–2013), Politiker (Siumut)
- Gerhardt Petersen (1955–2020), Politiker (Atassut) und Unternehmer
- Stine Egede (* 1964), Politikerin (Inuit Ataqatigiit) und Polizistin
- Suka K. Frederiksen (1965–2020), Politikerin (Siumut)
- Aleqa Hammond (* 1965), Politikerin (Siumut) und Premierministerin
- Kenneth Høegh (* 1966), Agronom, Beamter und Diplomat
- Nuka K. Godtfredsen (* 1970), Künstler
- Aqqaluaq B. Egede (* 1981), Politiker (Inuit Ataqatigiit)
- Katti Frederiksen (* 1982), Schriftstellerin, Dichterin und Sprachwissenschaftlerin
- Anna Wangenheim (* 1982), Politikerin (Demokraatit)
- Ineqi Kielsen (* 1993), Politiker (Siumut)

## Bevölkerungsentwicklung
Die Einwohnerzahl von Narsaq bewegte sich lange zwischen 1700 und 1800 Personen. In den letzten zehn Jahren ist die Bevölkerungszahl jedoch um ein Fünftel gesunken.